# شهرستان خواجه‌جنگباز
شهرستان خواجه‌جنگباز (به ترکمنی: Hojambaz etraby، حوجامباز اطرابیٛ) یک شهرستان در ترکمنستان است که در استان لب آب واقع شده‌است.
در تاریخ ۹ نوامبر ۲۰۲۲، شهرستان دولت‌لی منحل شده و اراضی آن بین این شهرستان و شهرستان کویتن‌داغ تقسیم شد. پیشتر از آن، در تاریخ ۲۸ نوامبر ۲۰۱۷، شهرستان بیوک ترکمن‌باشی منحل شده و اراضی آن به شهرستان دولت‌لی ملحق شده بود.

## تقسیمات اداری
شهرستان خواجه‌جنگباز شامل یک شهر، چهار شهرک، و دوازده شورای روستایی می‌باشد.
- شهرها (şäherler / شأهرلر)
  - خواجه‌جنگباز (Hojambaz / حوْجامباز)

- شهرک‌ها (şäherçeler / شأهرچه‌لر)
  - بشیر (Beşir / بشیر)
  - دولت‌لی (Döwletli / دؤولت‌لی)
    - شامل دوستلوق (Dostluk / دوْستلوُق)
    - میرآس (Miras / میرآس)

  - قره‌متنی‌یاز (Garamätnyýaz / قارامأتنیٛ‌یاز)
  - قاراش‌سیزلیغینگ اون‌بش-ایل‌لیغی (۱۵امین سالگرد استقلال) (Garaşsyzlygyň 15 ýyllygy / قاراش‌سیٛزلیٛغینگ اوْن‌بأش ییٛل‌لیٛغیٛ‌)

- شوراهای روستایی (oba geňeşlikleri / اوْبا گنگشلیکلری)
  - برقرارلیق (Berkararlyk / برقارارلیٛق)
    - برقرارلیق (Berkararlyk / برقارارلیٛق)
    - مختوم‌قلی (Magtymguly adyndaky / ماغتیٛم‌قوْلی آدیٛنداقیٛ)

  - بورده‌لیق (Burdalyk / بوُردالیٛق)
    - بورده‌لیق (Burdalyk / بوُردالیٛق)
    - بیات (Baýat / بایات)

  - پخته‌چی (Pagtaçy / پاغتاچیٛ)
    - پخته‌چی (Pagtaçy / پاغتاچیٛ)
    - جیحون (Jeýhun / جیحوُن)
    - نوروز (Nowruz / نوْوروُز)

  - تازه‌دورموش (Täzedurmuş / تأزه‌دوُرموُش)
    - تازه‌دورموش (Täzedurmuş / تأزه‌دوُرموُش)

لب‌آب (Lebap / لب‌آپ) 
- - تاللی‌مرجن (Tallymerjen  / تاللیٛ‌مرجن)
    - تاللی‌مرجن (Tallymerjen  / تاللیٛ‌مرجن)
    - دمیریول‌چی (Demirýolçy / دمیریوْلچیٛ)
    - سردابه (Sardaba / سردابا)
    - وطن (Watan / واطان)

  - خواجه‌حیران (Hojahaýran / خوْجاحایران)
    - خواجه‌توتلی (Hojatutly / خوْجاتوُتلیٛ)
    - خواجه‌حیران (Hojahaýran / خوْجاحایران)
    - خواجه‌گورلوک (Hojagürlük / خوْجاگوٚرلوٚک)
    - قیزقویی (Gyzguýy / قیٛزقوُییٛ)
    - کورقاق (Körkak / کؤرقاق)

  - سرخی (Surhy / سوُرحیٛ)
    - سرخی (Surhy / سوُرحیٛ)
    - ‌ صابون‌لی (Sabynly / صابیٛن‌لیٛ)

  - قالقینیش (Galkynyş / قالقیٛنیٛش)
    - ایلچ (Eleç / الچ)
    - بابادهقان (Babadaýhan / بابادایحان)
    - تولک‌قویی (Tölekguýy / تؤلک‌قوُییٛ)
    - ‌یاشلیق (Ýaşlyk ‌/ یاشلیٛق)

  - قتلغ (Gultak / قوُتلاق)
    - ایسام‌لی (Isamly / ایساملیٛ)
    - بویان‌کوکچی (Buýankökçi / بوُیان‌کؤکچی)
    - بکه‌وول (Bekewül / بکه‌ووٚل)
    - قتلغ (Gultak / قوُتلاق)
    - یابانی‌اوبه (Ýabanyoba / یابانیٛ‌اوْبا)

  - قرق‌اویلی (Kyrköýli / قیٛرق‌اؤیلی)
    - اگری‌یاغیر (Egriýagyr / اگری‌یاغیٛر)
    - قرق‌اویلی (Kyrköýli / قیٛرق‌اؤیلی)
    - گلستان (Gülüstan / گوٚلوٚستان)

  - قزل‌قوم (Gyzylgum / قیٛزیٛل‌قوُم)
    - چالش‌لر (Çalyşlar / چالیٛش‌لار)
    - چکچ (Çekiç / چکیچ)
    - قزان‌آریق (Gazanaryk / قازان‌آریٛق)

  - مکان (Mekan / مکان)
    - ابدال (Abdal / آبدال)
    - آلتین‌کوک (Altynkök / آلتیٛن‌کؤک)
    - دناچی (Dänajy / دأناجیٛ)
    - مکان (Mekan / مکان)
    - مصر (Müsür / موٚصوٚر)